# Ռ
Ra (mayúscula: Ռ; minúscula: ռ; en armenio: ռա) es la vigesimoctava letra del alfabeto armenio. Representa la vibrante múltiple alveolar sonora /r/ en armenio oriental y la vibrante simple alveolar sonora /ɾ/ en armenio occidental. Se suele ser romanizado con el dígrafo Rr o con la letra Ř. Creada por Mesrop Mashtots en el siglo V d. C., tiene un valor numérico de 1000. Su forma es visualmente similar a la letra latina minúscula N (n). Su forma en minúscula también es similar a la forma mayúscula de la letra griega Omega (Ω)

## Galería

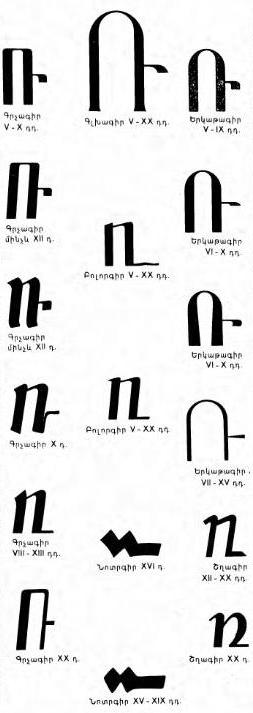
Varias fuentes históricas

Erkat'agir
Grchagir
Bolorgir
Notrgir
Shghagir
Forma tipográfica
Forma manuscrita

## Codificación
| Carácter      | Ռ                          | Ռ                          | ռ                        | ռ                        |
| ------------- | -------------------------- | -------------------------- | ------------------------ | ------------------------ |
| Unicode       | ARMENIAN CAPITAL LETTER RA | ARMENIAN CAPITAL LETTER RA | ARMENIAN SMALL LETTER RA | ARMENIAN SMALL LETTER RA |
| Codificación  | decimal                    | hex                        | decimal                  | hex                      |
| Unicode       | 1356                       | U+054C                     | 1404                     | U+057C                   |
| UTF-8         | 213 140                    | D5 8C                      | 213 188                  | D5 BC                    |
| Ref. numérica | &#1356;                    | &#x54C;                    | &#1404;                  | &#x57C;                  |